# Герб Балтасинского района
Герб Балтаси́нского муниципального района Республики Татарстан Российской Федерации.
Герб утверждён Решением № 55 Совета Балтасинского муниципального района 21 декабря 2006 года.
Герб внесён в Государственный геральдический регистр Российской Федерации под регистрационном номером 2883 и в Государственный геральдический реестр Республики Татарстан под № 84.

## Описание герба
«В лазоревом поле на зелёной земле золотой с черным носом восстающий медведь, держащий передними лапами серебряный топор на золотом топорище, и перед ним на той же земле — золотой выходящий слева угол незавершённого сруба».

## Символика герба
Основу композиции герба составили природные и культурные особенности района.
В основе топонима «Балтаси» (тат. «Балтач») присутствует легендарное имя одного из основателей села. Слово «балтач» производно от татарского «балта» — топор (балтачы, балта остасы — человек, владеющий топором; мастер-плотник).
Главной фигурой герба является медведь, держащий в лапах топор, что делает герб гласным. Медведь — традиционный символ мощи, силы, уверенности, хозяин леса. В гербе района медведь не только аллегория рачительного хозяина, но и мастера (плотника), строителя. Медведь в гербе возводит дом, что подчёркивает широко известные традиции и искусность балтасинских мастеров по дереву.
Традиционный геральдический приём — «вооружение» — изображение когтей, зубов и языка одним цветом с самой фигурой медведя, подчёркивает мирные намерения жителей. Цвет топора — серебро — символизирует чистоту, совершенство, мир и взаимопонимание.
Природная тематика в гербе указывает на одно из главных богатств района — лес. Поэтому медведь, как хозяин леса, является и аллегорией защиты, бережного отношения населения района к своей природе.
Большое значение природных ресурсов в жизни района подчёркнуто цветовой гаммой герба:
зелёный цвет — символ природы, здоровья, молодости и жизненных сил;
голубой цвет — символ чести, благородства, духовности, олицетворяет природные памятники — реку Шошму и гордость района — озеро Кара-Куль;
золото — символ урожая, богатства, стабильности, интеллекта, уважения.

## История герба
Герб разработан авторской группой Геральдического совета при Президенте Республики Татарстан и Союза геральдистов России в составе:
Рамиль Хайрутдинов (Казань), Радик Салихов (Казань), Ильнур Миннуллин (Казань), Григорий Бушканец (Казань), Константин Мочёнов (Химки), Кирилл Переходенко (Конаково), Оксана Афанасьева (Москва).